# Kabinet-Eman-Croes
Het kabinet Eman-Croes is het huidige kabinet van Aruba, dat werd geïnstalleerd op 28 maart 2025. Het kabinet is een coalitie van de politieke partijen Arubaanse Volkspartij (AVP) en FUTURO. Het is het eerste kabinet waarin FUTURO een regeringsdeelname heeft en het derde kabinet onder leiding van Mike Eman.

## Formatie
Bij de Statenverkiezingen van 6 december 2024 waren de Arubaanse Volkspartij (AVP) en FUTURO de grote winnaars. De AVP onder leiding van de jonge lijsttrekker Wendrick Cicilia won twee zetels en werd met 9 zetels de grootste partij. Nieuwkomer FUTURO haalde 3 zetels.  Nadat de  verkiezingen werd mevrouw Tisa LaSorte benoemd tot informateur. Zij bood op 27 december 2024 haar eindverslag aan aan de Gouverneur van Aruba, Alfonso Boekhoudt en adviseerde een kabinet van AVP en FUTURO. Op 14 januari 2025 stelde Goeverneur Boekhoudt Mike Eman, partijleider AVP, en Gerlien Croes, partijleider FUTURO, aan als formateur.

## Samenstelling
Het kabinet Eman-Croes bestaat uit zeven (7) ministers, één minder dan het vorige kabinet, verdeeld in vijf voor AVP en twee voor FUTURO. Het kabinet begint met zes ministers, in afwachting van de uitkomst van de screening van een kandidaat-minister. Eén minister uit het vorige kabinet, Geoffrey Wever, blijft aan als minister van Economische Zaken, waarbij hij deze functie combineert met de portefeuille Financiën en de Primaire Sector.

### Bewindspersonen
| Ambtsbekleder | Ambtsbekleder | Ambtsbekleder                  | Minister               | Ministerie                                                             | Termijn               | Partij | Opm.                                                           |
| ------------- | ------------- | ------------------------------ | ---------------------- | ---------------------------------------------------------------------- | --------------------- | ------ | -------------------------------------------------------------- |
|               | Mike Eman     | Mike Eman (1961)               | Premier / Minister     | - Algemene Zaken - Natuur - Cultuur                                    | 28 maart 2025 - heden | AVP    |                                                                |
|               | Ursell Arends | Gerlien Croes (1987)           | Vicepremier / Minister | - Onderwijs - Jeugd - Innovatie - Koninkrijksrelaties - Sport          | 28 maart 2025 - heden | FUTURO |                                                                |
|               |               | Vacant                         | Minister               | - Infrastructuur - Energie - Telecommunicatie                          | nvt                   | AVP    | Tijdelijk waargenomen door Arthur Dowers (sinds 28 maart 2025) |
|               |               | Wendrick Cicilia (1996 of1997) | Minister               | - Toerisme - Verkeer - Arbeid                                          | 28 maart 2025 - heden | AVP    |                                                                |
|               |               | Arthur Dowers (1961)           | Minister               | - Justitie - Integratie - Openbaar vervoer                             | 28 maart 2025 - heden | AVP    |                                                                |
|               |               | Mervin Wyatt-Ras (1961)        | Minister               | - Sociale zaken - Volksgezondheid - Ouderenzorg - Verslavingszorg      | 28 maart 2025 - heden | AVP    |                                                                |
|               |               | Geoffrey Wever (1980)          | Minister               | - Financiën - Economische Zaken - Primaire sector (landbouw, visserij) | 28 maart 2025 - heden | FUTURO |                                                                |

### Overige posten
Een gevolmachtigd minister van Aruba is een Arubaanse belangenbehartiger met standplaats buiten Aruba. De post is geen officiële kabinetsfunctie, maar valt onder het Ministerie van Algemene Zaken. De gevolmachtigd minister van Aruba in Nederland is tevens lid van de Rijksministerraad. 
| Ambtsbekleder | Ambtsbekleder              | Gevolmachtigd minister                                      | Ministerie     | Termijn                 | Partij                                       | Opm. |
| ------------- | -------------------------- | ----------------------------------------------------------- | -------------- | ----------------------- | -------------------------------------------- | ---- |
|               | J.E. (Juan) Thijsen (1958) | Gevolmachtigd minister in Den Haag en lid rijksministerraad | Algemene Zaken | 13 oktober 2022 - heden | tevens vertegenwoordiger van Aruba bij de EU |      |
|               | Joselin Croes              | Directeur Kabinet Gevolmachtigd Minister in Den Haag        | Algemene Zaken | 1 december 2023 - heden |                                              |      |
|               | Zulema Dabian-Erasmus      | Gevolmachtigd minister in Washington D.C.                   | Algemene Zaken | december 2023 - heden   |                                              |      |